# (21982) 1999 XL8
1999 أكس أل 8 (ويعرف أيضًا باسم (21982) 1999 أكس أل 8 وفق تسمية الكوكب الصغير) (بالإنجليزية: 1999 XL8)‏ هو كويكب ضمن حزام الكويكبات؛ وترتيبه 21982 من حيث الاكتشاف.
اكتُشف هذا الجُرم الفلكي بواسطة تيتسوؤو كاغاوا في 4 ديسمبر 1999.

## وصلات خارجية
- (21982) 1999 XL8 في قاعدة بيانات مختبر الدفع النفاث لأجرام النظام الشمسي الصغيرة

- الاكتشاف · مخطط المدار ·  العناصر المدارية · المعلمات المادية

- (21982) 1999 XL8 على موقع ويكي سكاي: DSS2, SDSS, GALEX, IRAS, Hydrogen α, X-Ray, Astrophoto, Sky Map, Articles and images